# Uwe Anton

Uwe Anton im Januar 2023 bei seinem Vortrag "Comics übersetzen" im Rahmen der Duckomenta in Duisburg.

Uwe Anton (* 5. September 1956 in Remscheid) ist ein deutscher Science-Fiction-Schriftsteller, Herausgeber und Übersetzer.

## Schaffen
1979 schrieb er gemeinsam mit Thomas Ziegler den Roman Zeit der Stasis, und 1985 veröffentlichten die beiden Autoren den gemeinsamen Roman Erdstadt.
Für den Carlsen Verlag übersetzte er Comics, unter anderem Batman – Die Rückkehr des Dunklen Ritters (The Dark Knight Returns) von Frank Miller und andere Geschichten von Batman. Außerdem übersetzte er Romane von Dean R. Koontz und David Baldacci ins Deutsche und veröffentlichte Sachbücher über Stephen King, A. E. van Vogt und Philip K. Dick.
Bekannt wurde er vor allem durch seine Mitarbeit an der Heft-Serie Perry Rhodan. Seinen ersten Perry-Rhodan-Roman, Die Solmothen, schrieb er 1998. Ab Band 2505 übernahm er die Exposégestaltung der Serie vom schwer erkrankten Robert Feldhoff, die er nach Band 2699 wieder abgab.
1980 erhielt Anton unter seinem Pseudonym L. D. Palmer einen Eintrag im von Hans Joachim Alpers u. a. edierten Lexikon der Science Fiction Literatur. Dabei wurde für Anton versehentlich ein Konterfei von Raymond A. Palmer verwendet, der zu diesem Zeitpunkt bereits verstorben war.

## Auszeichnungen
- 2000: Deutscher Phantastik Preis für die Übersetzung von Dean R. Koontz’ Roman Im Bann der Dunkelheit[1]

## Werke (Auswahl)

### Belletristik
Als L. D. Palmer
- Der Mond fällt auf die Erde. Tandem (Katastrophen-Alarm #11), Celle 1976.
- Dem Erdball droht Vernichtung. Anne Erber (Erber SF #14), Sasbachwalden 1977.
- Kinder des Chaos. Pabel-Moewig (Terra Astra #519), München 1981.
- Vor dem Ende der Welt, (Kurzgeschichten). Pabel-Moewig (Terra Astra #537), München 1981, DNB 1140805630, (z. T. mit Ronald M. Hahn).
- Roboter im Warnstreik, (Kurzgeschichten). Pabel-Moewig (Terra Astra #559), München 1982.
- Flucht vor der Unsterblichkeit, (Coleman I). Pabel-Moewig (Terra Astra #580), München 1983.
- Kampf um die Unsterblichkeit, (Coleman II). Pabel-Moewig (Terra Astra #581), München 1983.
- Odyssee auf Himmelssturm. Zauberkreis (Zauberkreis SF #284), Rastatt 1984.
- Kosmische Intrigen. Zauberkreis (Zauberkreis SF # 290) Rastatt 1985.0

Als Carsten Braun
- Wettlauf um Venkarra. Zauberkreis (Zauberkreis SF #221), Rastatt 1980.
- Aufstand auf TORM. Zauberkreis (Zauberkreis SF #229), Rastatt 1980.
- Gehirnseuche. Zauberkreis (Zauberkreis SF #233), Rastatt 1981.

Als Uwe Anton
- Zeit der Stasis. Heyne, München 1979, ISBN 3-453-30599-X (mit Thomas Ziegler).
- Erdstadt. Heyne, München 1985, ISBN 3-453-31173-6 (mit Thomas Ziegler).
- Venus ist tot, (Kurzgeschichten und Essays). Fabylon, Markt Rettenbach 2008, ISBN 978-3-927071-23-0.

### Sachbücher
- Die seltsamen Welten des Philip K. Dick. Corian (Edition Futurum #7), Meitingen 1984, ISBN 978-3-89048-207-1.
- Philip K. Dick – Entropie und Hoffnung. Tilsner (Texte und Materialien zur phantastischen Literatur #2), München 1993, ISBN 978-3-910079-01-4.
- Wer hat Angst vor Stephen King? Tilsner (Taschenführer populäre Kultur #2), München 1994, ISBN 978-3-910079-51-9.
- A. E. van Vogt – Der Autor mit dem dritten Auge. Shayol (SF Personality #15), Berlin 2004, ISBN 978-3-926126-34-4.
- Robert Silverberg – Zeiten der Wandlung. Golkonda / Memoranda (SF Personality #26), München 2018, ISBN 978-3-946503-30-9

### Herausgeber
- Willkommen in der Wirklichkeit: Die Alpträume des Philip K. Dick. Heyne (Heyne SF&F #4713), München 1990, ISBN 978-3-453-04298-8.
  - Auch auf Englisch: Welcome to Reality: The Nightmares of Philip K. Dick. Mit einer Einführung von Paul Williams. Broken Mirrors Press, Cambridge (Massachusetts) 1991, ISBN 978-0-9623824-5-1.
- Star-Trek Enzyklopädie. Heyne (Heyne SF&F #5350), München 1995, ISBN 978-3-453-09070-5 (mit Ronald M. Hahn).